# Брили (Борисовський район)
Брили (біл. вёска Брылі) — село в складі Борисовського району Мінської області, Білорусь. Село підпорядковане Веселівській сільській раді, розташоване в північно-східній частині області.